# Cussy-la-Colonne
Cussy-la-Colonne is een gemeente in het Franse departement Côte-d'Or (regio Bourgogne-Franche-Comté) en telt 54 inwoners (2009). De plaats maakt deel uit van het arrondissement Beaune.

## Geografie
De oppervlakte van Cussy-la-Colonne bedraagt 5,9 km², de bevolkingsdichtheid is dus 9,2 inwoners per km².
De onderstaande kaart toont de ligging van Cussy-la-Colonne met de belangrijkste infrastructuur en aangrenzende gemeenten.

## Demografie
Onderstaande figuur toont het verloop van het inwonertal (bron: INSEE-tellingen).